# ハワイ州知事

知事の旗

1959年以前の知事の旗

ハワイ州知事（Governor of the State of Hawaii）は、アメリカ合衆国ハワイ州の知事である。
以下の一覧では、ハワイ準州（Territory of Hawaii）時代の知事についても列挙する。

## 一覧

### ハワイ準州知事
| #  | 氏名                           | 就任           | 退任           | 任命者                      |
| -- | ------------------------------ | -------------- | -------------- | --------------------------- |
| 1  | サンフォード・ドール           | 1900年6月14日  | 1903年11月23日 | ウィリアム・マッキンリー    |
| 2  | ジョージ・ロバート・カーター   | 1903年11月23日 | 1907年8月15日  | セオドア・ルーズベルト      |
| 3  | ウォルター・フリアー           | 1907年8月15日  | 1913年11月30日 | セオドア・ルーズベルト      |
| 4  | ルシアス・ピンカム             | 1913年11月30日 | 1918年6月22日  | ウッドロウ・ウィルソン      |
| 5  | チャールズ・マッカーシー       | 1918年6月22日  | 1921年7月5日   | ウッドロウ・ウィルソン      |
| 6  | ウォレス・ファリントン         | 1921年7月5日   | 1929年7月6日   | ウォレン・ハーディング      |
| 7  | ローレンス・ジャッド           | 1929年7月6日   | 1934年3月2日   | ハーバート・フーヴァー      |
| 8  | ジョゼフ・ポインデクスター     | 1934年3月2日   | 1942年8月24日  | フランクリン・ルーズベルト  |
| 9  | イングラム・スタインバック     | 1942年8月24日  | 1951年5月8日   | フランクリン・ルーズベルト  |
| 10 | オーレン・ロング               | 1951年5月8日   | 1953年2月28日  | ハリー・S・トルーマン       |
| 11 | サミュエル・ワイルダー・キング | 1953年2月28日  | 1957年7月26日  | ドワイト・D・アイゼンハワー |
| 12 | ウィリアム・クイン             | 1957年8月29日  | 1959年8月21日  | ドワイト・D・アイゼンハワー |

### ハワイ州知事
| # | 氏名                     | 就任          | 退任          | 政党   | 副知事                        |
| - | ------------------------ | ------------- | ------------- | ------ | ----------------------------- |
| 1 | ウィリアム・クイン       | 1959年8月21日 | 1962年12月3日 | 共和党 | ジェームズ・キアロハ          |
| 2 | ジョン・A・バーンズ      | 1962年12月3日 | 1974年12月2日 | 民主党 | ウィリアム・S・リチャードソン |
| 2 | ジョン・A・バーンズ      | 1962年12月3日 | 1974年12月2日 | 民主党 | トーマス・ギル                |
| 2 | ジョン・A・バーンズ      | 1962年12月3日 | 1974年12月2日 | 民主党 | ジョージ・アリヨシ            |
| 3 | ジョージ・アリヨシ       | 1974年12月2日 | 1986年12月1日 | 民主党 | ネルソン・ドイ                |
| 3 | ジョージ・アリヨシ       | 1974年12月2日 | 1986年12月1日 | 民主党 | ジーン・キング                |
| 3 | ジョージ・アリヨシ       | 1974年12月2日 | 1986年12月1日 | 民主党 | ジョン・ワイヘエ              |
| 4 | ジョン・ワイヘエ         | 1986年12月1日 | 1994年12月5日 | 民主党 | ベン・カエタノ                |
| 5 | ベン・カエタノ           | 1994年12月5日 | 2002年12月2日 | 民主党 | メイジー・ヒロノ              |
| 6 | リンダ・リングル         | 2002年12月2日 | 2010年12月6日 | 共和党 | デューク・アイオナ            |
| 7 | ニール・アバークロンビー | 2010年12月6日 | 2014年12月1日 | 民主党 | ブライアン・シャッツ          |
| 7 | ニール・アバークロンビー | 2010年12月6日 | 2014年12月1日 | 民主党 | シャン・ツツイ                |
| 8 | デービッド・イゲ         | 2014年12月1日 | 2022年12月5日 | 民主党 |                               |
| 8 | デービッド・イゲ         | 2014年12月1日 | 2022年12月5日 | 民主党 | ダグ・チン                    |
| 8 | デービッド・イゲ         | 2014年12月1日 | 2022年12月5日 | 民主党 | ジョシュ・グリーン            |
| 9 | ジョシュ・グリーン       | 2022年12月5日 | （現職）      | 民主党 | シルビア・ルーク              |